# SHOOT!
「SHOOT!」（シュート!）は、RO-KYU-BU!の楽曲。同ユニット1枚目のシングルとして2011年8月17日にワーナー・ホーム・ビデオから発売された。

## 概要
蒼山サグのライトノベルを原作とするテレビアニメ『ロウきゅーぶ!』の主題歌を収録したシングル。歌は、『ロウきゅーぶ!』のメインキャラクターを演じる声優5人で結成されたRO-KYU-BU!（花澤香菜、井口裕香、日笠陽子、日高里菜、小倉唯）が担当している。
『ロウきゅーぶ!』は小学生のバスケットボール（ミニバスケットボール）を題材にした内容であり、収録曲の歌詞にもバスケットボール用語が用いられている。
初回限定盤にはRO-KYU-BU!の5人とロウきゅーぶ!で篁美星役で出演した伊藤静が出演した特別PVを収録した特典DVDが同梱されている。
PV撮影は、2011年5月に神奈川県三浦市の旧三崎高校で行われた。
2011年8月29日付のオリコン・週間シングルチャートにて初登場10位を獲得。アニメロの2011年度年間ランキングでは、「超!アニメロ 着うたフル」で17位、「アニメロ★うた 着うた」で30位を獲得した。
「SHOOT!」は作詞を手掛けたKOTOKOが、2012年に行われたライブイベント「ANIMAX MUSIX」で自身の歌唱で披露し、その後2013年にリリースされたアルバム『空中パズル』にてセルフカバーしている。このほか、作曲を手掛けた八木沼悟志のユニット・fripSideが2017年3月18日に行ったさいたまスーパーアリーナ公演にゲスト出演した際にも、自身の歌唱で同曲を披露している。アルバムに収録されたセルフカバーバージョンではなく、RO-KYU-BU!バージョンで披露した。

## 批評
hotexpressの菅野雄貴は「青春時代に感じる不安や苦悩を吹き飛ばす爽快アッパーチューンに仕上がっている」「高速ダンスビートが弾ける豪快トラックと必死に前を向いて進もうという芯の通った5人のボーカルでパワフルに響かせる」と評した。

## 収録曲
1. SHOOT! [4:47]
作詞：KOTOKO、作曲・編曲：八木沼悟志
テレビアニメ『ロウきゅーぶ!』オープニングテーマ
2. Party Love〜おっきくなりたい〜 [4:32]
作詞・作曲：桃井はるこ、編曲：渡辺剛
テレビアニメ『ロウきゅーぶ!』エンディングテーマ
3. SHOOT!（Instrumental）
4. Party Love〜おっきくなりたい〜（Instrumental）

## 収録アルバム
| 曲名   | アルバム          | 発売日        |
| ------ | ----------------- | ------------- |
| SHOOT! | 『pure elements』 | 2011年10月5日 |